# 梨坪站
梨坪站（韓語：리평역）是朝鮮民主主義人民共和國慈江道和坪郡梨坪里的一個鐵路車站，属于北部内陆线。

## 历史
- 1988年8月3日，落成使用。

## 邻近车站
北部内陆线
錢坪站 - 梨坪站 - 和坪站